# Kazimierz Rymut
Kazimierz Rymut (ur. 18 grudnia 1935 w Chechłach os. Ropczyc, zm. 14 listopada 2006 w Krakowie) – polski językoznawca, onomasta. Profesor nauk humanistycznych.

## Życiorys
Studiował polonistykę na Uniwersytecie Jagiellońskim; doktorat w 1968, habilitacja w 1972. Od 1979 profesor nadzwyczajny. Był kierownikiem Zakładu Onomastyki Polskiej w Instytucie Języka Polskiego PAN w Krakowie, redaktorem naczelnym czasopisma „Onomastica”, od 1978 członkiem, a w latach 1986–2004 przewodniczącym Komisji Ustalania Nazw Miejscowości i Obiektów Fizjograficznych w Ministerstwie Spraw Wewnętrznych i Administracji.

## Dzieła
Autor prac naukowych:
- Nazwy miejscowe północnej części dawnego woj. krakowskiego,
- Patronimiczne nazwy miejscowe w Małopolsce,
- Słowotwórstwo polskich patronimicznych nazw miejscowych z przyrostkiem -*(ov)itjo- na tle zachodniosłowiańskim,
- Hydronimia dorzecza Orawy (wraz z M. Majtánem),

i popularnych:
- Nazwy miejscowe Polski – słownik nazw miejscowych Polski[2] ,
- Nazwy miast Polski – słownik nazw miast Polski,
- Nazwiska Polaków.

Został pochowany na cmentarzu w Brzeziu w dniu 17 listopada 2006.

## Publikacje
- Kazimierz Rymut, Szkice onomastyczne i historycznojęzykowe, Kraków 2003 (Prace Instytutu Języka Polskiego 118). PL ISSN 0208-4074, ISBN 83-87623-71-1.
- Kazimierz Rymut, Słownik nazwisk używanych w Polsce na początku XXI wieku, GenPol Tomasz Nitsch, Kraków 2003 – Warszawa 2005, ISBN 83-60340-00-5.

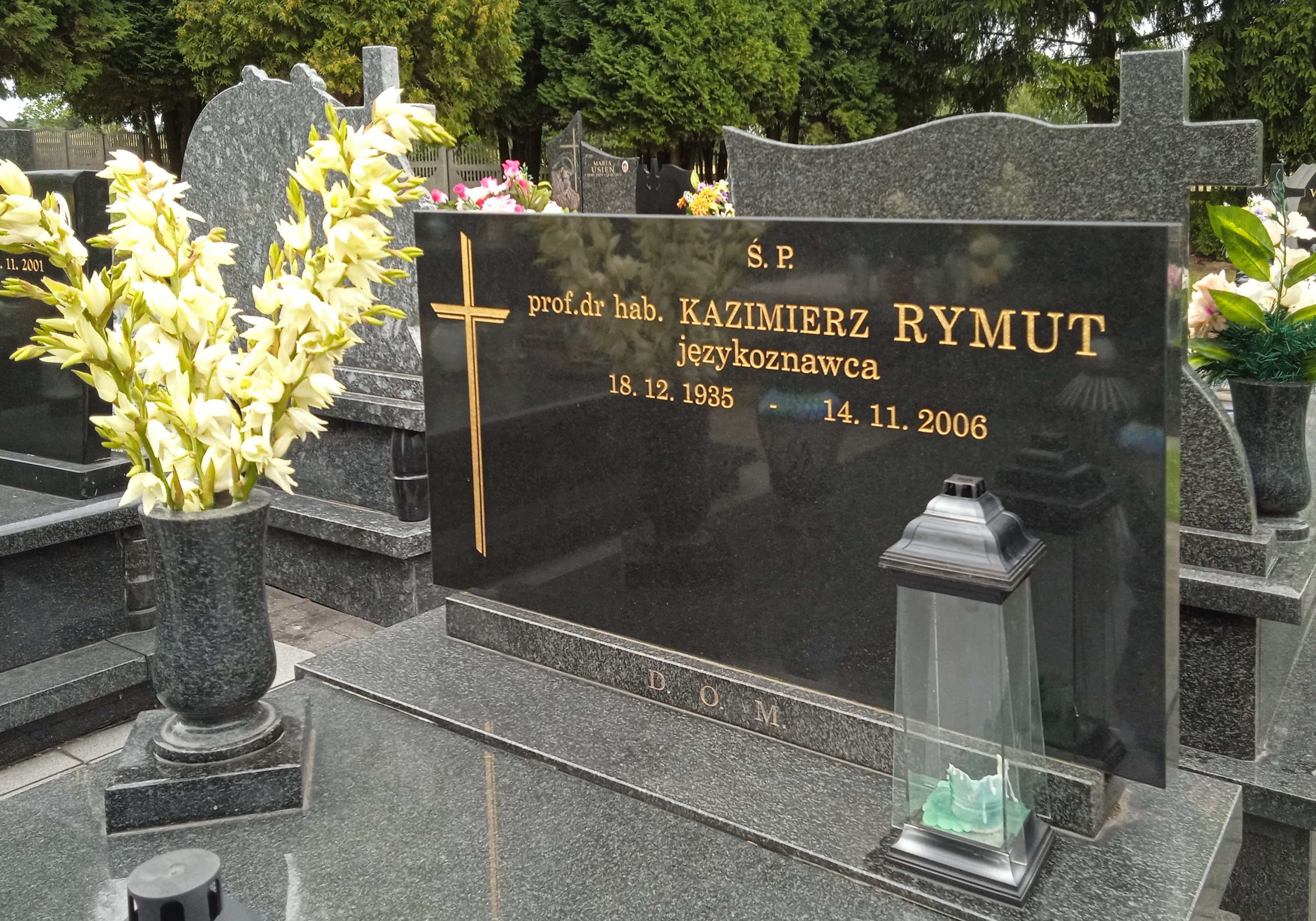
Na cmentarzu parafialnym w Brzeziu koło Zabierzowa pod Krakowem.

- Kazimierz Rymut, Nazwiska Polaków. Słownik historyczno-etymologiczny, Wydawnictwo Naukowe PWN, Kraków, 2001.
- Kazimierz Rymut: Nazwy miast Polski, Ossolineum, 1987, 290 s. ISBN 83-04-02436-5.
- Kazimierz Rymut, Słownik nazwisk współcześnie w Polsce używanych, w 10 tomach wydawanych w latach 1992–1994.
- Kazimierz Rymut, Słownik imion współcześnie w Polsce używanych, Kraków 1995, 439 s. + 1 nlb ISBN 83-85579-13-3.